# RETRIP
RETRIP（リトリップ）は株式会社くふうカンパニーが運営する旅行・おでかけ・観光のまとめアプリ。
本稿では、2024年10月まで事業を行っていた株式会社RETRIPについても記述する。

## 事業内容
旅行・おでかけ・観光のまとめアプリ「RETRIP」
旅行・観光・おでかけに関するあらゆる情報を、写真や動画を使い、 まとめて、保存、共有、発信することができるサービスで、2014年6月にリリース。2016年4月にはiOS/Android版のアプリをリリース。リリースしてわずか2年で利用者は2,700万人を超え、国内第3位の旅行サイトに急成長した。有用な旅行・おでかけ情報をユーザーから提供を受けることで、よりよい旅行・おでかけ体験の実現を目指し、サービスを運営している。
2024年11月1日付でくふうAIスタジオ（後のくふうカンパニー（3代））へ吸収合併され解散した。以降はくふうAIスタジオが事業を行っている。

## 沿革
- 2011年
  - 3月 株式会社trippieceを設立
  - 5月 Samurai Incubate Fund（2号投資事業有限責任組合）を引受先とした第三者割当増資を実施[9]
- 2012年
  - 1月 MOVIDA JAPANを引受先とした第三者割当増資を実施[10]
  - 5月 インターネット広告代理店大手のオプトと資本提携[11]
- 2013年
  - 6月 第一回「今しかできない旅がある」若者旅行を応援する取組表彰で観光庁長官賞受賞[12]
  - 8月 米国拠点のベンチャーキャピタル Draper Nexus Venture Partnersなどから約2億円の資金調達。同時に元ミクシィ取締役執行役員CFOの小泉文明氏が取締役に就任。[13]
  - 8月 オフィスを東京都渋谷区円山町へ移転
- 2014年
  - 1月 シンガポール法人設立
  - 6月 RETRIP<リトリップ>をリリース[4]
- 2015年
  - 6月 オフィスを東京都港区白金台へ移転[14]
  - 12月 RETRIPのスマホ＆PC版、デザイン全面リニューアル[15]
- 2016年
  - 4月 RETRIP iOSアプリリリース
  - 8月 RETRIPのアクセス数が月間2,600万ユーザーを突破
  - 9月 オフィスを東京都品川区東五反田へ移転[16]
- 2018年
  - 1月 代表取締役CEOに田中勝基が就任[17]
  - 3月 RETRIP初編集のガイドブック『365daysまいにち東京ガイド』を発売[18]
- 2020年
  - 8月 オフィスを東京都港区北青山および千代田区神保町へ移転
  - 10月 発行済み株式を株式会社CultureStudioTokyoが取得し同社の子会社に
- 2022年
  - 9月 株式会社CultureStudioTokyoおよび代表者保有の発行済み全株式を株式会社くふうカンパニーが取得 [19]
  - 12月 株式会社RETRIPへ社名変更  [20]
- 2024年
  - 11月 - 株式会社くふうAIスタジオ（後のくふうカンパニー（3代））へ吸収合併され解散。